# Уйоара-де-Сус
Уйоара-де-Сус (рум. Uioara de Sus) — село у повіті Алба в Румунії. Адміністративно підпорядковане місту Окна-Муреш.
Село розташоване на відстані 277 км на північний захід від Бухареста, 41 км на північний схід від Алба-Юлії, 48 км на південний схід від Клуж-Напоки.

## Населення
За даними перепису населення 2002 року у селі проживали 1359 осіб.
Національний склад населення села:
| Національність | Кількість осіб | Відсоток |
| -------------- | -------------- | -------- |
| румуни         | 1189           | 87,5%    |
| угорці         | 105            | 7,7%     |
| цигани         | 65             | 4,8%     |

Рідною мовою назвали:
| Мова      | Кількість осіб | Відсоток |
| --------- | -------------- | -------- |
| румунська | 1263           | 92,9%    |
| угорська  | 96             | 7,1%     |